# Itanhangá
Itanhangá is een gemeente in de Braziliaanse deelstaat Mato Grosso. De gemeente telt 5.061 inwoners (schatting 2009).